# Centrochelys atlantica
Centrochelys atlantica — вымерший вид сухопутных черепах рода Centrochelys. Впервые его ископаемые остатки найдены в кратере вулкана на острове Сал, Кабо-Верде. Вид существовал в эпоху плейстоцена. Первоначально он был идентифицирован как похожий на ныне живущую шпороносную черепаху (Centrochelys sulcata). Этот вид известен только с острова Сал. С тех пор он был описан как новый вид, отличающийся от шпороносной черепахи меньшим размером и меньшей массивностью. Кажется, нет никаких доказательств того, что этот вид вступал в контакт с людьми.